# Chloantha
Chloantha – rodzaj motyli z rodziny sówkowatych.
Takson ten wprowadzili w 1836 roku Jean Baptiste Boisduval, Jules Pierre Rambur i Adolphe Hercule de Graslin, jednak przez dłuższy czas, także w II połowie XX wieku uznawany był za synonim rodzaju Actinotia. Do rodzaju tego zalicza się dwa siostrzane gatunki:
- Chloantha elbursica (Boursin, 1967)
- Chloantha hyperici (Denis & Schiffermüller, 1775)

Pierwszy z nich jest endemitem masywu Elbrusa, znanym wyłącznie z północnego Iranu. Drugi natomiast występuje w większej części Europy oraz zachodniej i środkowej części Azji, będąc też zawleczonym do Australii.
W 1979 roku Köhler umieścił w rodzaju Chloantha dwa nowe gatunki opisane z argentyńskiej prowincji Neuquén: Chloantha fleisii i Chloantha trafulensis, jednak ich przynależność do tego rodzaju jest wątpliwa.